# Station La Seyne-Six-Fours
Station La Seyne-Six-Fours is een spoorwegstation in de Franse gemeente La Seyne.